# Ministère des Affaires étrangères (Côte d'Ivoire)
Pour les articles homonymes, voir Ministère des Affaires étrangères.
Le ministère des Affaires étrangères, de l'intégration africaine et de la diaspora est l'administration ivoirienne chargée de mettre en œuvre la politique extérieure de la république de Côte d'Ivoire et d'assurer les relations avec les États étrangers. Il est dirigé par un ministre, membre du gouvernement ivoirien. 

## Missions
Le ministère des Affaires étrangères est chargé des relations avec les États étrangers et de la mise en œuvre de la politique du gouvernement en matière de politique extérieure de la Côte d’Ivoire.
Pour mener à bien cette mission, il a l’initiative et la responsabilité de représenter le gouvernement à l’extérieur ; de fournir les informations utiles à la conduite des relations bilatérales et internationales ; de mener ou faciliter les négociations avec les partenaires extérieurs en matière commerciale, politique, juridique ou sociale ; et de protéger les ressortissants ivoiriens à l’étranger.

## Organisation

### Ministère
L'organisation du ministère est régi par le Décret no 2016-594 du 3 août 2016.
Pour l’exercice de ses attributions, le ministre des Affaires étrangères dispose, outre le cabinet, de services et de directions rattachés, d’un secrétariat général, de directions générales, de directions centrales et de services extérieurs qu’il est chargé d’organiser par arrêté.

#### Services rattachés
Les services et directions rattachés sont composés : 
- de l’inspection générale ;
- de la direction de l’information et de la communication ;
- de la direction des affaires financières ;
- de la direction des analyses géopolitiques et stratégiques ;
- de la direction de la mondialisation et des relations économiques internationales ;
- du service de l’évaluation, de la planification et des statistiques ;
- du service des conférences internationales et des voyages officiels ;
- du service des passeports officiels ;
- du service des bourses et des stages ;
- du service de la traduction et de l’interprétation.

#### Secrétariat général
Le secrétariat général est dirigé par un secrétaire général choisi parmi les Ambassadeurs et nommé par décret pris en conseil des Ministres. Il a rang de secrétaire d’État.
Le secrétariat général est chargé : 
- d’assurer l’animation et la coordination technique des services centraux ainsi que des services extérieurs, en étroite collaboration avec le cabinet du ministre ;
- d’exercer le contrôle technique sur les services centraux et les services extérieurs ;
- de veiller, en liaison avec l’inspection générale, au strict respect de l’éthique et de la déontologie ;
- de participer à la représentation du ministère.

#### Directions générales
Le ministère comprend trois directions générales : la direction générale du protocole d'État, la direction générale de la coopération bilatérale et la direction générale de la coopération multilatérale.

##### Direction générale du protocole d’État
La direction générale du protocole d'État est chargée : 
- de gérer le protocole d’État ;
- de gérer les privilèges et immunités diplomatiques.

La direction générale du protocole d’État comprend deux directions : 
- la direction de l’accueil, du cérémonial et de la logistique ;
- la direction des privilèges et immunités.

##### Direction générale de la coopération bilatérale
La direction générale de la coopération bilatérale  est chargée de coordonner les relations bilatérales de la Côte d’Ivoire à travers le monde, sur la base d’un découpage par zones géographiques. 
La direction générale de la coopération bilatérale comprend cinq directions : 
- La direction Afrique subsaharienne et océan Indien ;
- La direction Afrique du Nord, Proche et Moyen-Orient ;
- La direction Europe ;
- La direction Asie, Pacifique et Océanie ;
- La direction Amériques et Caraïbes.

##### Direction générale de la coopération multilatérale
La direction générale de la coopération multilatérale est chargée : 
- de coordonner les relations multilatérales de la Côte d’Ivoire avec les Nations unies et les institutions spécialisées de l’ONU ainsi que les organisations Africaines, les organisations régionales non Africaines ;
- de suivre les activités des organisations non gouvernementales et les questions humanitaires.

La direction générale de la coopération multilatérale comprend quatre directions :
- la direction de l’ONU et des institutions spécialisées des Nations unies ;
- la direction des organisations Africaines ;
- la direction des organisations régionales non Africaines ;
- la direction des affaires humanitaires et des organisations non gouvernementales.

#### Services extérieurs
Pour mener les missions qui lui incombent, le ministère disposes d'un ensemble de services extérieurs, dont 53 ambassades et missions ou délégations permanentes. Le réseau est également constitué de consulats généraux, des consulats et services spécialisés à l´étranger.

### Ministère délégué chargé de l’intégration africaine
Depuis le remaniement ministériel du 6 avril 2021, l'ancien ministère – de plein exercice – de l’intégration africaine et des ivoiriens de l’extérieur, est rattaché à la tutelle du ministère des Affaires étrangères, de l’intégration africaine et de la diaspora.
Le ministère délégué chargé de l’intégration africaine évalue et met en œuvre les programmes communautaires du Conseil de l’Entente, de l’Union économique et monétaire ouest-africain (UEMOA), de la Communauté économique des États de l'Afrique de l'Ouest (CEDEAO) et de l’Union Africaine (UA). Le ministère délégué définit également et assure le suivi de la politique de la citoyenneté communautaire et d’intégration des communautés africaines vivant en Côte d’Ivoire.
Le ministère délégué s'organise autour d'un cabinet ministériel, d'une inspection générale, de services et directions rattachées au cabinet ainsi que de deux directions générales : la direction générale de l'intégration africaine et la direction générale des ivoiriens de l'extérieur.

## Ministres

### Ministres en exercice
Depuis le 17 octobre 2023, au sein du gouvernement de Robert Beugré Mambé, Kacou Adom est l'actuel ministre des Affaires étrangères, de l'Intégration africaine et des Ivoiriens de l'extérieur. 
Depuis cette même date, Wautabouna Ouattara est ministre délégué auprès du ministre des Affaires étrangères, de l'Intégration africaine et des Ivoiriens de l'extérieur, chargé de l'Intégration africaine et des Ivoiriens de l'extérieur.

### Historique
Lors de la formation du premier gouvernement de la première république de Côte d’Ivoire, en janvier 1961, le président Félix Houhouët-Boigny endosse, en plus de la fonction présidentielle, le portefeuille des Affaires étrangères. Occupant d’abord seul cette fonction, il effectue de nombreux déplacements à l’étranger ; notamment à Paris, en avril 1961, pour signer un traité de coopération et des accords de coopération (dont un accord d’assistance militaire technique) entre la France et les États du Conseil de l’Entente (la Côte d’Ivoire, le Dahomey et le Niger – excepté la Haute-Volta). En mai 1962, Félix Houphouët-Boigny effectue une visite officielle, de deux semaines, aux États-Unis, d'abord à New-York puis à Washington où il est reçu par John Fitzgerald Kennedy. La même année, il effectue des voyages diplomatiques au Royaume-Uni, en France, en Israël et en République fédérale d'Allemagne.
À partir de février 1963, à la faveur d'un remaniement gouvernemental technique, Félix Houphouët-Boigny s'adjoint un ministre délégué aux Affaires étrangères, Camille Alliali. Ce dernier conduit alors la politique étrangère de la Côte d'Ivoire érigée par le président Félix Houphouët-Boigny jusqu’en janvier 1966. 
Lors du remaniement de janvier 1966, installant le quatrième gouvernement Houphouët-Boigny, Arsène Usher Assouan – précédemment représentant permanent de la Côte d'Ivoire auprès des Nations unies – devient le premier ministre des Affaires étrangères de plein exercice. En 1977, il est remplacé par le diplomate Siméon Aké ayant lui aussi occupé le poste de représentant permanent de la Côte d'Ivoire aux Nations unies pendant plus de dix ans.